# Edgar van der L.
Edgar van der L. (Eindhoven, 1955) is in 1974 veroordeeld voor de ontvoering en moord op het vijfjarige meisje Carolien Pessers  en de roofmoord op de 59-jarige winkelierster Petra van den Biggelaar-Vogels. Daarnaast heeft hij zich schuldig gemaakt aan andere geweldsmisdrijven. Hij werd veroordeeld tot twintig jaar gevangenisstraf en een terbeschikkingstelling van de regering (tbr). Tijdens zijn detentie wist hij te ontsnappen. Tijdens zijn ontsnapping pleegde hij een bankoverval in Antwerpen. 
Het kidnap van het meisje was de eerste grote kidnapzaak in Nederland en meteen ook de eerste die fataal afliep. 

## Achtergrond en vroege leven
Edgar van der L. groeide op in Eindhoven als de een na jongste in een Indisch-Nederlands gezin met vier kinderen. Van der L. werd door zijn vader, een oud-KNIL-militair, omschreven als een probleemkind. Zijn leerproblemen, in combinatie met plotselinge woede-uitbarstingen, resulteerden in voortijdig schoolverlaten. Hij ging als metaalbewerker in dienst bij de meubelfabriek Brabantia in Waalre, waar hij een redelijk loon verdiende. 
Van der L. was een vrij in zichzelf gekeerde jongen die weinig contact had met leeftijdgenoten. Hoewel hij eerder in aanraking was gekomen met de politie wegens een poging tot diefstal, was hij verder niet bekend bij de autoriteiten voor ernstiger zaken.

## Ontvoering en moord op Carolien Pessers
Op 20 augustus 1974 ontvoerde de toen 19-jarige Van der L. de vijfjarige Carolien Pessers, dochter van de directeur van de Hofnar-sigarenfabriek in Valkenswaard. Het meisje werd rond het middaguur uit haar tuin in de villawijk in Aalst ontvoerd. Van der L. eiste aanvankelijk een losgeld van 50.000 gulden, maar verhoogde dit bedrag naar 100.000 gulden na het zien van een televisie-uitzending over de ontvoering.
Gedurende de ontvoering werd Carolien geboeid vastgehouden in een nissenhut in het natuurgebied nabij Vessem. Terwijl de onderhandelingen met de ouders over het losgeld in volle gang waren,  bracht Van der L. haar op 21 augustus 1974 in een vlaag van paniek om het leven.  Hij verklaarde het meisje met een schop op het hoofd te hebben geslagen en daarna gewurgd.
Na zijn arrestatie leidde Van der L. de politie naar de plek in het zand waar hij het lichaam van Carolien had begraven.  Het hoofd van het meisje was ernstig toegetakeld, wat duidde op een wrede en ongecontroleerde aanval. Sectie wees uit dat de dood het gevolg was van een brute mishandeling en wurging.
Later gaf Van der L. toe dat hij Carolien had ontvoerd zonder te weten wie ze was. Hij had simpelweg een willekeurig meisje uit een 'rijke buurt' uitgekozen om losgeld te kunnen eisen.

## Aanhouding en veroordeling
Van der L. werd op 22 augustus 1974 aangehouden voor de ontvoering en moord op Carolientje. Tijdens zijn verhoor kwam echter ook de roofmoord op de 59-jarige winkelierster Petra van de Biggelaar-Vogels uit Best aan het licht. Van der L. verried zichzelf direct na zijn arrestatie door tegen de politie te zeggen: 'Ik heb Best niet gedaan.' Dit leidde na een urenlang verhoor tot een bekentenis. Van der L. doodde de winkelierster met messteken nadat ze zich verzette tijdens de overval.
Naast deze twee moorden bekende hij nog een reeks delicten die hij sinds 1972 had gepleegd, waaronder inbraken, brandstichtingen en de aanranding van een dertienjarig meisje. Hij veroorzaakte ook diverse aanrijdingen na een wilde rit met een gestolen auto, waarbij twee meisjes zwaar gewond raakten.
Tijdens de rechtszaak werd Van der L.'s persoonlijkheid beoordeeld als ernstig gestoord. Psychiater dr. J.G. Schnitzler stelde een gespleten persoonlijkheid vast, alsmede een hersenbeschadiging. De verdediging voerde aan dat Van der L. gedreven werd door demonische krachten, waarbij verwezen werd naar zijn Indonesische afkomst en de bovennatuurlijke invloeden die hij beweerde te ervaren. De psychiater oordeelde dat Van der L. een gevaar voor de maatschappij vormde, en adviseerde de rechtbank om een tbr-maatregel op te leggen.
In het vonnis onderkende de rechtbank het gevaar dat van de verdachte naar de samenleving uitging. Op 21 november 1974 werd Van der L. door de rechtbank in Den Bosch veroordeeld tot twintig jaar gevangenisstraf met een onvoorwaardelijke terbeschikkingstelling van de regering (tbr).  Het vonnis was in lijn met de eis van de officier van justitie, die ook rekening hield met Van der L.'s andere criminele daden die niet formeel ten laste waren gelegd.
In hoger beroep bevestigde het gerechtshof het vonnis op 15 januari 1975.

## Ontsnapping en nasleep
Op 22 augustus 1978 ontsnapte Edgar van der L. aan zijn vier bewakers tijdens een begeleid familiebezoek in Eindhoven. Een week na zijn ontsnapping belde Van der L. de Eindhovense politie met de uitdagende boodschap: 'Ik ben Eddy van der [L.] Ik ben weggelopen en jullie krijgen me toch niet. Ik meld me ook niet.'
Van der L. hield zich enige tijd schuil in Zeeuws-Vlaanderen voordat hij onderdook in een zelfgemaakt hol onder de snelweg E3 in België. Een rechbankverslaggever noteerde dit later als: 'Het was wel uit te houden voor hem, dit leven als een beest, als een konijn onder rijksweg E3. Buiten, hoogstens een wat opgejaagd gevoel. Maar in het hol zat hij veilig en redelijk comfortabel.'  In zijn ondergrondse schuilplaats van anderhalf bij één meter had hij een butagasstel om soep te bereiden en een draagbare radio- en televisieset, waarmee hij zich 's avonds vermaakte.
Het vertrouwen dat hij in de Mesdagkliniek genoot om zelf zijn geldzaken te regelen, kwam hem nu goed van pas. Dankzij de postgirocheques die hij uit zijn kliniek had meegenomen beschikte hij over financiële middelen gedurende zijn herwonnen vrijheid.  
Na wekenlang onvindbaar geweest te zijn pleegde Van der L. op 26 september een gewapende overval op een bank in het hart van Antwerpen. Daarbij maakte hij omgerekend 14.000 gulden buit.  De buit besteedde hij grotendeels aan 'madammekes van plezier' in het centrum van Antwerpen, vlak bij de beroofde bank.  Later verklaarde Van der L. dat hij bewust een kleine bank met vier medewerkers had uitgekozen om de kans op tegenstand en de kans op slachtoffers te minimaliseren.
Zijn vlucht leek aanvankelijk succesvol, maar bleek uiteindelijk van korte duur. Op 5 oktober stapte hij bij het zien van een politieauto in het centrum van Antwerpen van zijn fiets af en ging te voet op de vlucht. Met dit gedrag maakte hij zich verdacht. Bij zijn aanhouding kon hij geen persoonsbewijs laten zien, waarna hij werd vastgezet. 
In België werd Van der L. door een team van psychiaters ontoerekeningsvatbaar verklaard. Hij werd geïnterneerd in een gerechtelijke psychiatrische kliniek, in afwachting van zijn uitlevering aan Nederland.